# Capelo alpino

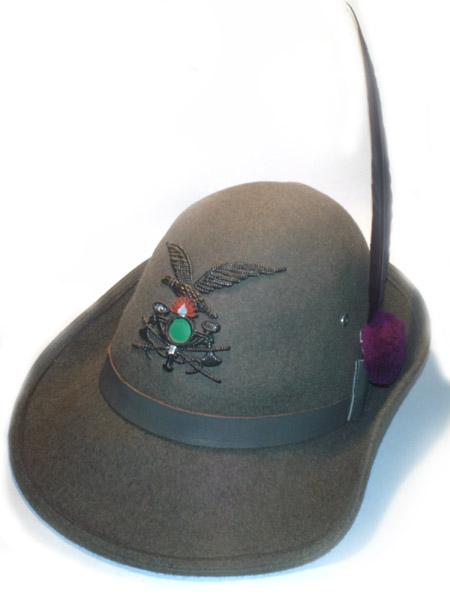
Un capelo alpino de un ingeniero Alpino.

El capelo alpino es el gorro y rasgo más distintivo de los Alpini en el Ejército Italiano del uniforme de las tropas. Los Alpini son tropas de infantería ligera, especializadas en el combate de montaña. Inicialmente, el capelo era sólo para los Alpini, pero pronto el capelo fue adoptado por las unidades de apoyo del Cuerpo de Alpini, como artillería e ingenieros. Hoy en día, el capelo se expide a los miembros de 15 regimientos del ejército, 3 batallones y varios mandos altos.